# Phymastichus xylebori
Phymastichus xylebori är en stekelart som beskrevs av Lasalle 1995. Phymastichus xylebori ingår i släktet Phymastichus och familjen finglanssteklar. Inga underarter finns listade i Catalogue of Life.